# 17-й (13-й) піший Тираспольський полк (Тирасполь)
17-й (13-й) піший Тираспольський полк (Тирасполь) — українська військова одиниця, що була утворена у 1918 році з кадру 13-го стрілецького полку російської армії. Полк входив до складу 3-го Херсонського корпусу Армії Української Держави. З 3 червня 1918 року іменувався 17-м пішим Тираспольським, з 18 вересня 1918 року — 13-м пішим Тираспольським. Місцем дислокації полку був Тирасполь. Після початку протигетьманського повстання переважна більшість кадрових старшин полку виїхала з Тирасполя до Одеси й вступила до Добровольчої армії. Решта, що перейшла на бік Директорії, сформувала Слобідський піший полк, іноді його називали 3-м Одеським полком. Аж до квітня 1919 року цей полк дислокувався у Тирасполі, — оскільки вважався ненадійним — перебував під впливом більшовиків. 15 травня 1919 року після переходу частини полку до Галичини (інша частина залишилася у Тирасполі, де приєдналася до Червоної армії), він увійшов до складу Запорізької групи.
Командири: полковник Петро Нєпєнін (служити в українській армії відмовився), 10 липня 1918 — полковник Євген Дацевич-Заноза, з 17 серпня 1918 — полковник Олександр Голубенко (до 15 листопада 1918).